# セントビンセント・グレナディーンの歴史
本項目ではセントビンセント・グレナディーンの歴史について述べる。

## 独立以前
18世紀まで、先住民のカリブ族はセントビンセントのヨーロッパ人による開拓を積極的に防いだ。難破、または逃亡によって、セントルシアやグレナダからセントビンセントに避難してきたアフリカ人奴隷は、カリブ族と結婚をし、その子孫は「ブラックカリブ」として知られる。1719年に始まり、フランス人入植者たちはアフリカ人奴隷を使って、コーヒー、タバコ、藍、綿、砂糖のプランテーションを耕作した。セントビンセントは1763年のパリ条約でイギリスに割譲された。1779年にまたフランスの支配に戻り、1783年のパリ条約の元でイギリスの支配下になる。イギリスとブラックカリブの間の紛争は、アバクロンビー将軍が、フランスの急進派ビクトー・ヒューグスが誘発した反乱を潰す1796年まで続いた。結局、5000人以上のブラックカリブは、中米のベリーズやホンデュラス沖の島、ロアタン島(Roatán)に強制送還された。
1834年に奴隷制度が廃止されたことによるプランテーションの労働力不足は、1840年代にポルトガル移民、1860年代にはインド系移民を引き付けた。以前の奴隷も移民労働者も、環境は厳しく、落ち込んだ世界の砂糖価格は経済を19世紀の変わり目まで停滞させた。

## 現在まで
正式に植民地となった1763年から1979年の独立まで、セントビンセントはイギリスの下で様々な植民地の状態をくぐり抜けた。1776年に議会が創設され、1877年には直轄植民地政府を設置、1925年に立法議会、1951年に普通選挙権が与えられた。
この期間の間、英国は、セントビンセントを他のウィンドワード諸島の統一された政権を通して地域を治めるための幾つかの企てに失敗している（1962年に崩壊した西インド連邦が有名）。1969年10月27日、セントビンセントは完全自治権のある一州としての立場を与えられた。1979年の国民投票では、セントビンセントおよびグレナディーン諸島はウィンドワード諸島で最後の独立を果たすことを決定し、同年10月27日に独立を祝った。
20世紀の間、天災は国を苦しめた。1902年、セントビンセントにある火山スフリエール山が噴火し、2000人が死亡し多くの農地が破壊され、経済は悪化した。1979年4月、再び噴火した時は死者はなかったが、数千人が避難を要し、広範囲にわたる農場に被害を受けた。1980年、1987年はハリケーンがバナナとココナッツのプランテーションを襲い、1998年と1999年もまた、非常に活発なハリケーンの被害を受けた。1999年のハリケーン・レニーでは、西海岸の広い範囲にダメージを受けた。
2001年の総選挙では、統一労働党政権が成立。ゴンザルベス首相が就任した。統一労働党は、2005年、2010年、2015年及び2020年の総選挙でも勝利し、ゴンザルベス首相は5期目となる長期政権を維持している。
2021年4月19日、スフリエール山は再び大規模な噴火を起こし、セントビンセント島は火山灰に覆われ、大規模な停電などに見舞われた。
グレナディーン諸島と合わせて約2万人が自宅からの避難を余儀なくされた。